# 年代記者ネストル
ネストル（ウクライナ語: Нестор　Літописець, 1056年頃 - 1114年）は、キエフ・ルーシの学者、年代記者。キエフの洞窟修道院の修道士。ポリャーネ人。
一般的に東欧の最古記録である『原初年代記』（キエフ年代記の部分）の作者とされているが、異論がある。17歳に修道誓願をたて、輔祭となった。著作には『ボリスとグレブの生涯記』や『テオドシウスの生涯記』などがある。正教会の克肖者（記念日は11月9日、ウクライナ語の日）。墓はキエフ洞窟修道院にある。

## 関連文献
- 中澤敦夫「『イパーチイ年代記』翻訳と注釈(1) ： 『原初年代記』への追加記事（1110～1117年）」『富山大学人文学部紀要』第61号、富山大学人文学部、2014年8月、233-268頁、ISSN 03865975、2024年3月3日閲覧。